# Església de Sant Bartomeu (Riba-roja d'Ebre)
Sant Bartomeu és un església a la plaça d'Espanya, al centre la població de Riba-roja d'Ebre (Ribera d'Ebre) catalogada a l'Inventari del Patrimoni Arquitectònic de Catalunya. És una obra del mestre d'obres reusenc Josep Llagostera.

## Arquitectura
Temple de tres naus de planta basilical i absis poligonal. A l'interior, la nau està coberta per una volta de canó amb llunetes molt alta, mentre que el creuer presenta un cimbori vuitavat. El transsepte està acabat amb absidioles també poligonals, cobertes amb volta de creueria. Els arcs torals de la nau central descansen sobre pilars, al voltant dels quals hi ha grups de dos pilastres amb capitells corintis. Des dels pilars també arranquen els arcs de mig punt de les capelles, que estan cobertes amb volta de creueria. La part de l'absis queda coberta amb una volta de quart d'esfera de forma apetxinada. Als peus del temple hi ha el cor, sostingut per un arc carpanell. La il·luminació natural de la nau es fa a través de xicotetes finestres quadrangulars situades sobre les voltes de les capelles i el cimbori, així com per una rosassa. Al centre del frontis hi ha una portalada a manera de retaule, oberta en arc de mig punt. Este queda presidit per dos columnes per costat, de capitells corintis, que sostenen la cornisa del segon nivell, on hi ha una fornícula amb el sant custodiada per angelets i motius vegetals. A la clau del portal hi ha inscrita la data 1772, sobre el qual hi ha una creu templera. A banda i banda del portal hi ha dos pilastres que suporten una cornisa, des d'on arranca la voluta central. En un extrem sobresurt el campanar, de planta quadrangular i dos nivells, delimitats per una cornisa. Cadascun dels costats presenta una pilastra amb capitells de cares humanes, entre els quals hi ha, a l'alçada del segon nivell, finestres d'arc de mig punt. Queda rematat amb balustrada. El parament dels murs és de carreus escairats a la façana i als angles i de paredat comú revestit amb arrebossat a la resta.

## Història
Els hospitalers varen bastir una nova església parroquial el 1772, amb la creu de Malta a la façana. Abans de la Guerra Civil, la torre tenia dos cossos, el superior, també quadrangular, tenia una vistosa cúpula. L'altar major, que era barroc, ha sofert diverses modificacions. Actualment, en fusta, trobem el Crist Crucificat, Santa Madrona i Sant Bartomeu, que tenia a la dreta a Sant Pere i a l'esquerra a Sant Pau, la mateixa distribució que hi havia a la façana.